# Frédéric Dard

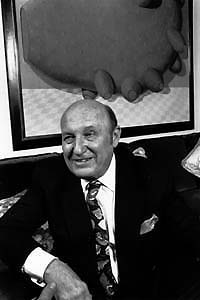
Frédéric Dard

Frédéric Dard  (Bourgoin-Jallieu, 29 juni 1921 - Bonnefontaine, Zwitserland, 6 juni 2000) is een Frans schrijver, vooral bekend vanwege zijn circa 175 detectiveromans met als hoofdpersonage commissaris San-Antonio.

## Levensloop
Francisque Dard, de vader van Frédéric, plaatste centrale verwarmingsinstallaties in Bourgoin-Jallieu, maar ging in 1929 failliet, waarna hij als meestergast in een fabriek werkte. Joséphine-Anna Cadet, zijn moeder, uit een landbouwersgezin, ging na het faillissement werken in een bakkerij. Frédéric werd met een verschrompelde, inerte linkerarm geboren.
Hij volgde met tegenzin de lessen om boekhouder te worden. Zijn oom, die de garagist was van Marcel E. Grancher, stichter van de Éditions Lugdunum en van het blad Le Mois à Lyon, stelde Frédéric aan hem voor. Hij werd door hem aangeworven, eerst als stagiair, vervolgens als redactiesecretaris en publiciteitswerver. Vanaf 1939 verschenen van hem ook anonieme bijdragen in de hierboven vermelde krant.
Einde oktober verscheen zijn eerste boek La Peuchère, beschreven als een boerenverhaal. In maart 1941 bracht zijn eerste roman, Monsieur Joos, hem enige bekendheid op.
Hij schreef tijdens de Tweede Wereldoorlog kinderboeken en populaire liefdesromans, terwijl hij ook kennismaakte met Franse schrijvers die zich op Lyon hadden teruggeplooid. Hij kwam in die periode sterk onder de invloed van de Amerikaanse roman-noirschrijvers, zoals William Faulkner, John Steinbeck en vooral Peter Cheyney. Hij knoopte vriendschap aan met Georges Simenon en publiceerde zijn eerste politieverhalen onder allerhande pseudoniemen, zoals Maxell Beeting, Verne Goody, Wel Norton en Cornel Milk.
In 1949 verhuisde hij naar Les Mureaux en begon daar stilaan succes te kennen. In 1950 bewerkte hij met succes een roman van Simenon voor toneel: La neige était sale, geregisseerd door Raymond Rouleau en vertoond vanaf december 1950 in het Théâtre de l'Œuvre. Het was ook het jaar dat Réglez-lui son compte ! verscheen, de eerste politieroman die ondertekend werd San Antonio, die echter een financiële mislukking werd. Vervolgens publiceerde hij bij de uitgeverij Fleuve noir de roman Dernière Mission en een tweede San-Antonio, Laissez tomber la fille.
In 1954 produceerde Dard samen met Robert Hossein het toneelstuk Les salauds vont en enfer. Het was het begin van een lange theatrale samenwerking.
Voortaan publiceerde Dard vier à vijf boeken per jaar: politieromans, spionageverhalen, gruwelverhalen. Hij schreef ook scenario's of romanbewerkingen voor de cinema. De oplagen vermeerderden jaar na jaar en in 1964 bereikte hij oplagen van 350.000 exemplaren.
Hij werd zeer bevriend met de pater dominicaan Raymond Bruckberger en met Albert Cohen. Hij werd een groot kunstliefhebber, met een passie voor het werk van Domenico Gnoli en van René Magritte. Hij was ook bevriend met de zanger Renaud.
Vanaf 1975 begon hij achteruit te blikken. Hij publiceerde Je le jure, herinneringen aan zijn jeugd, zijn familie, zijn ideeën. 
Na zijn dood bleef zijn zoon Patrice (°1944) verder San-Antonioromans schrijven.
Frédéric Dard is een van de meest gepubliceerde Franse auteurs geworden van de 20ste-21ste eeuw. Samen met de zeer populaire verhalen over commissaris San-Antonio publiceerde hij, zowel onder eigen naam als onder tientallen pseudoniemen, 'romans noirs', psychologische thrillers, ambitieuze romans, novellen, toneelstukken, filmscenario's en een veelheid aan artikels.

## Publicaties
Onder overtalrijke pseudoniemen heeft Frédéric Dard geschreven:
- 284 romans,
- 20 toneelstukken,
- 16 scenario's voor films.

Voor het toneel schreef hij:
- La neige était sale naar Georges Simenon, regie Raymond Rouleau, 1950.
- Tartempion, 1952.
- La Garce et l'ange, 1953.
- Les salauds vont en enfer, regie Robert Hossein, 1954.
- L'Homme traqué, naar een gelijknamige roman van Francis Carco, regie Robert Hossein, 1954.
- Docteur Jekyll et Mister Hyde, naar de roman van Robert Louis Stevenson, regie Robert Hossein, 1954.
- Monsieur Carnaval, muziek door Charles Aznavour en Mario Bua, regie Maurice Lehmann, 1965.
- La Dame de Chicago, regie Jacques Charon, 1968.
- Le Cauchemar de Bella Manningham, naar Patrick Hamilton, regie Robert Hossein, 1978.
- Les Brumes de Manchester, regie Robert Hossein, 1986.

## Eerbetoon
- L'Objet-Dard is een monument in Zuid-Afrikaans marmer in 2003 gemaakt door Bertrand Lavier, dat de 175 politieromans van Dard voorstelt en geplaatst is voor de mediatheek van zijn geboorteplaats.
- Colloquium San-Antonio et la culture française, in de Sorbonne, 2010.
- Docteur San-Antonio et Mister Dard film door Guy Carlier en Rachel Kahn, 2011.
- In het dorp van zijn jeugd is aan hem en aan zijn oeuvre een museum gewijd.

## Privé
Frédéric Dard trouwde in 1942 met Odette Damaisin. Ze kregen een zoon, Patrice (°1944) en een dochter Elisabeth (1948-2011). Het huwelijk liep spaak en Dard ondernam een zelfmoordpoging.
Hij scheidde en hertrouwde met Françoise de Caro, de dochter van zijn uitgever Armand de Caro. In 1968 verhuisden ze naar Zwitserland. Ze bouwden hun villa San Antonio in Gstaad. In 1970 werd hun dochter Joséphine geboren. Ze werd op 23 maart 1983 gekidnapt door een tv-medewerker die Frédéric en het huis had leren kennen ter gelegenheid van een tv-interview. Ze werd vrijgelaten tegen een losgeld van 2 miljoen Zwitserse frank. De dader werd gevat en de som gerecupereerd. Dard werd door deze episode getraumatiseerd.
In 1978 kocht hij in Bonnefontaine bij Fribourg een achttiende-eeuwse boerderij, die hij restaureerde. Hij gaf aan zijn domein de naam  L'Eau vive. Daar schreef hij nog een honderdtal romans en beoefende hij ook de schilderkunst.
Hij overleed in Bonnefontaine en werd begraven in Saint-Chef, het dorp waar hij zijn jeugd had doorgebracht.